# Comuna Zavitne, Sovietskîi
Zavitne (în ucraineană Завітне) este o comună în raionul Sovietskîi, Republica Autonomă Crimeea, Ucraina, formată din satele Pcilnîkî și Zavitne (reședința).

## Demografie
Componența lingvistică a comunei Zavitne
     Rusă (66,91%)
     Tătară crimeeană (20,71%)
     Ucraineană (7,92%)
     Alte limbi (0,76%)
Conform recensământului din 2001, majoritatea populației comunei Zavitne era vorbitoare de rusă (66,91%), existând în minoritate și vorbitori de tătară crimeeană (20,71%) și ucraineană (7,92%).